# Thodsawar Bandasak
Thodsawar Bandasak ist ein thailändischer Fußballspieler.

## Karriere
Thodsawar Bandasak stand bis Juni 2016 beim Sukhothai FC unter Vertrag. Wo er vorher gespielt hat, ist unbekannt. Der Verein aus Sukhothai spielte in der ersten thailändischen Liga, der Thai Premier League. Für Sukhothai absolvierte er zwei Erstligaspiele und schoss dabei ein Tor. Mitte 2016 wechselte er nach Khon Kaen zum Khon Kaen United FC. Während der Saison wurde der Verein vom thailändischen Verband gesperrt. Anfang 2017 wechselte er für ein Jahr zum Nakhon Pathom United FC. Der Verein aus Nakhon Pathom spielte in der zweiten Liga, der Thai League 2. Am Ende der Saison musste Nakhon Pathom in die vierte Liga zwangsabsteigen. Man hatte nicht die erforderlichen Unterlagen für die Lizenzierung vorgelegt.
Seit dem 1. Januar 2018 ist Thodsawar Bandasak vertrags- und vereinslos.